# 職務質問

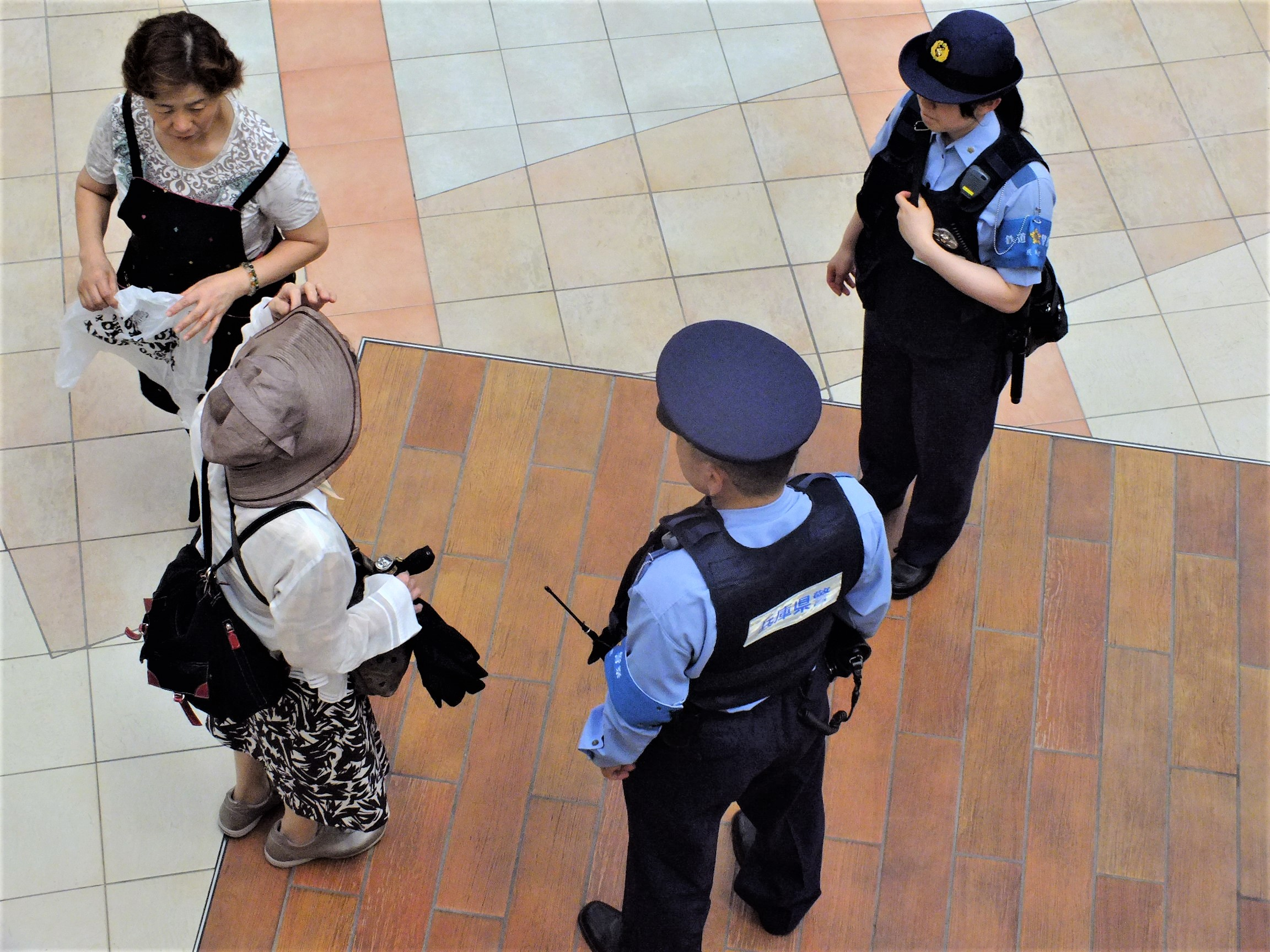
兵庫県警警察官による職務質問の様子

職務質問（しょくむしつもん、英語：Police Questioning）とは、警察官職務執行法第2条に基づき、日本の警察官が異常な挙動その他周囲の事情から合理的に判断して何らかの犯罪を犯し、若しくは犯そうとしていると疑うに足りる相当な理由のある者又は既に行われた犯罪について、若しくは犯罪が行われようとしていることについて知っていると認められる者を停止させて質問する行為。第二次世界大戦前の日本では不審尋問と称されていた。
職務質問の内容は通常、行先や用件から住所、氏名、年齢、職業、さらに所持品などに及ぶ。職務質問をその場で行うことが本人にとって不利となり、あるいは交通の妨害となるときには、付近の警察署、交番などに任意同行を求めることができるが、相手方の意思に反して連行したり、答弁を強要することはできない。判例では、その者が逃げ出したので追跡して腕をかけて停止を求める行為は正当な職務執行の範囲内としている。
「職質」と略される場合もある。

## 職務質問の役割・性質
一般的に、警察官による職務質問は行政警察作用とみなされており、「何らかの犯罪」について捜査の端緒を得ること等を目的として行われる。
職務質問をきっかけとして犯罪が発覚することもあるが、他の警察官に職務質問の指導を行う「職質のプロ」であっても、一晩で30人以上に声を掛けても検挙者が0人である日も珍しくない。職務質問は警察官にすれば、犯罪検挙の有力な武器であるが、市民の協力を前提とする任意の手段であるため、相手方が何らかの理由で拒否するときには、説得して応じてもらうほかない。そのため、警察官には難しい技能が要求される。警察では警察官の職務執行力強化のために職務質問能力向上のための研修や、職務質問技能指導官による実践的な指導により、警察官全体の技能の向上が目指されているが、ジャーナリストの原田宏二は「十分な成果が上がっていないのが現状だろう」としている。なお、原田は地域警察官13万9000人に対し、年間の職務質問による検挙件数は3万5334件であることを理由に挙げて、「地域警察官の職質による検挙は、決して市民が期待するような成果を上げていない」としている。

## 濫用の禁止規定
国民の権利を侵害しない様、無制限な職務質問の乱発・濫用を防ぐ目的で、活用は必要最小限に留めるよう定められている。

## 職務質問の法的根拠
警察官による職務質問の法的根拠は、警察官職務執行法（警職法）2条1項である。同条には警察官による質問、同行、凶器所持検査の権限が明記されている。
同法2条2項が定めているのが任意同行である。同項が定める任意同行とは、その場の職務質問が、質問される本人に不利である、または交通の妨げになる場合に、付近の警察署に同行を求めることができる、というものである。任意同行は、職務質問の1つのバリエーションである。
なお、警察法2条1項は組織規範であって、通常、職務質問のような具体的職務権限を基礎づける根拠とは解されていない。警察法2条1項所定の目的を逸脱して行われた職務質問は違法といい得るが、あくまで根拠規範は警職法2条1項である。ただし、警職法2条3項は刑事訴訟法や刑事訴訟規則の規定や令状に依らない限り、身柄を拘束され、又はその意に反して警察署、派出所若しくは駐在所に連行され、若しくは答弁を強要されることはないと定めている。

## 職務質問の要件
職務質問を適法に行うことのできる要件は、以下のとおり、警察官職務執行法2条1項に細かく定められている。
1. 異常な挙動その他周囲の事情から合理的に判断して何らかの犯罪を犯し、若しくは犯そうとしていると疑うに足りる相当な理由のある者
2. 既に行われた犯罪について、若しくは犯罪が行われようとしていることについて知っていると認められる者

1. は、挙動不審者に対する質問を規定し、2. は、犯罪に関係する者への質問を規定している。1. の要件は、不審事由（ふしんじゆう）といわれる。
このように、警察官職務執行法第2条1項に明記されている、職務質問に必要な「停止と質問」の要件は相当に厳しい。
これらの要件が備わっているかどうか（適法な職務質問かどうか）は、職務質問をする警察官の主観的判断によって決定されるのではなく、「普通の社会人がその場合に臨んだら当然にそう考えたであろう客観性」が必要という事になっている。このように、客観的に要件が備わっていることが要求されるため、単なる主観だけの職務質問は許されないが、警察官独自の知識、経験その他の自身だけが知りうる情報を併せて合理的な不審点が認められる場合は許される。
しかしながら、現実の職務質問においてこれらの要件は守られておらず、警察官はとにかく無差別に通行人を呼びとめて質問しているという見解がある。また、「職務質問の違法性」が判決において認められるケースが後を絶たない。例えば、明確に所持品検査を拒否されたにもかかわらず、令状を取らないまま荷物を検査し発見された犯罪行為の証拠品について、当該所持品検査は違法であるとした裁判例（京都地裁）がある。

## 職務質問において許される行為

### 有形力の行使
職務質問は、任意の捜査であるため原則として腕を掴むといった有形力は行使できないが、犯罪予防という目的との兼ね合いで判断される
。つまり、比例原則に従って判断される。ただし、強制手段にあたる場合には、直ちに違法とされる（強制処分法定主義）。
職務質問で許容される有形力行使の限界に関しては、任意性を厳格に求めるものから、強制捜査に至らないなら広く自由の制約を認める説まであり、学説が対立している。
職務質問の要件が備わっている場合には、具体的状況に応じて、「質問を継続する」という目的の達成手段としての行為も適法とされ得る。たとえば、最高裁判所で問題となったものとしては、質問に応じるよう説得する行為、質問の対象者が閉めようとしたドアを押し開けて足を挟んでドアが閉まらないようにする行為、質問対象者が運転する自動車のエンジンを切ってエンジンキーを抜き取る行為、質問途中で逃走を図った対象者を追跡して、その腕をつかんで停止させた行為、などがある。

### 所持品検査
職務質問に際して、対象者の携行品を取り出して調べたり、中身を検査したり、身につけている衣服等の検査をすることが一般的に行われている。このことを所持品検査と呼んでいる。所持品検査を行うことが主目的で職務質問を行っているとさえ言われているが、所持品検査を明確に定めた法律は存在しない。
それにもかかわらず、衣服や携帯品の上から手で触る程度の手段は対象者の承諾なしに実施できるという解釈が一般的に通用している。また、職務質問に付随する活動として、所持品検査を実施することが、判例上認められている。
例えば、米子銀行強盗事件で最高裁は所持品検査を、職務質問の付随行為だと位置付け、必要性、緊急性、相当性が認められれば、対象者の合意は不要であると判示している (最高裁第3小法廷判決、昭和53年6月20日、刑集32巻4号670頁)
。一方で、一般的基準として同じものを用いながら、違法とした判例も存在する (最高裁第1小法廷判決、昭和53年9月7日、刑集32巻6号1672頁)。
その他の例では、施錠されていないバッグのファスナーを開けて中身を一瞥する行為を適法とした判例がある。その一方で、対象者の上着のポケットに手を入れて行う所持品検査、自動車を停止させて車内を細かく調べる検査、被疑者が逃げたので取り押さえて靴下の中にある覚せい剤を取り出した行為を違法と判断した判例が存在する。このように、任意手段の限度を超えた所持品検査の適法・違法の判断は判例によって異なっている。

## 職務質問と捜査との関係
職務質問は、「何らかの犯罪」といったような抽象的な犯罪の予防等を目的とする行政警察活動であるから、具体的な犯罪の事件処理に向けて行われる司法警察活動であるところの捜査とは区別される。しかし現実には、職務質問における司法・行政警察活動の境目はあいまいであり、職務質問、強制に至らないまでの実力の行使、所持品検査の方法など、合法・非合法の判断は極めて難しい。特に、初めから犯罪捜査を目的として職務質問を行うことについては争いがある。
職務質問から犯罪捜査へと移行する例は多い。その場合、職務質問の段階における違法は、それに引き続き行われた捜査（取調べ等）の違法に影響する。職務質問の実質が捜査に相当するなら、職務質問と言えども警察官職務執行法だけでなく刑事訴訟法による規制も受けることは論をまたない。

## 職務質問に類似する活動
警察官は不審な点があるかどうかにかかわらず、通行人や通行車輌を停止させて質問を行うことがある。自動車に対する交通検問が、その典型である。

## 警察の職務質問奨励策
各都道府県警共は、年間の職務質問による検挙実績の目標 (ノルマ) を課しているだけでなく、組織として職務質問奨励策をとっている。
具体的には、地域警察官に対する「職務質問競技会」を開く、職務質問による犯罪検挙強化月間の実施を行う、職務質問による犯罪検挙を表彰の対象にする、
などである。なお、警察の現場では、警察官は積極的に職務質問をするよう指示されているが、要件や限度に関しては指導されていない。必然的に無理な職務質問が横行し、警察官職務執行法第2条1項にある職務質問の要件を欠いたり、任意性の限度を超えた職務質問がまかり通っている。

## 職務質問濫用の懸念
民主主義の日本では、人権を保障する日本国憲法が存在し、日本の公務員は日本国憲法第99条により、憲法尊重擁護義務を負う。現行犯である以外では、日本国憲法第34条が不当な拘束を禁じている。このため、職務質問は被疑者の同意が無ければ行えない、任意の行為である。そのため、強制的な逮捕や捜査には令状が必要であり、これに反して行われた職務質問は、違法収集証拠排除法則に則り無効となる。
2004年（平成16年）と2006年（平成18年）の2度、国家公安委員長（1996年（平成8年） - 1997年（平成9年））を歴任した白川勝彦が、本人の弁で犯罪性のない状態で職務質問を受けるなど、職務質問が濫用されたとしている。令状のない状態で腕を掴むなどの実質的な拘束や、令状のない状態での捜査による逮捕が、違法な捜査であるとして無罪が言い渡された判例があり、2014年（平成26年）には、裁判官もこのように警察官が無理解である状態に言及し、今後の違法捜査を抑制するために無罪を言い渡したとも述べている。

## 違法な職務質問とした判例・裁判例
- 2000年（平成12年）4月24日、荻野昌弘・関西学院大学教授が、兵庫県西宮市のさくら銀行西宮支店でATMを操作していた際、当時発生していた横浜小2男児誘拐事件の犯人と勘違いした兵庫県西宮警察署の署員が、荻野に暴行を加え誤認逮捕する事件が発生した。この誤認逮捕の間にも犯人から脅迫電話がかかってきていたが、署員は職務質問と称して返答を強制。無断で荻野の携帯電話の交信記録を調べ、容貌をデジタルカメラで撮影した[注釈 3]上、荻野の手を引っ張って西宮警察署へ強制連行した。荻野は一連の署員の行動は職務質問を逸脱した違法行為であるとして5月26日に兵庫県を国家賠償法に基づき提訴した。神戸地方裁判所は「誘拐事件を捜査する上で必要な職務質問だ」などの兵庫県の主張を退け、逮捕から連行に至る一連の過程を職務質問を逸脱した違法行為と認定。兵庫県に対し330万円の損害賠償を命じた[29]。県側は控訴したものの、2003年（平成15年）7月4日、大阪高等裁判所は兵庫県の控訴を棄却し、一審・神戸地方裁判所の判決を支持する判決を出した。
- 2006年（平成18年）3月25日、神奈川県横浜市の男性が妹所有の車に知人2人を乗せて東京都世田谷区内を運転中、警視庁の警察官から職務質問を受け、車内を見せるよう求められたが、男性は一貫して拒否したため、職務質問は約3時間半の長時間に及んだ。そのため、警察官は立ち去ろうとする男性に対して「車のドアミラーが当たった」などとし、自動車の窓を警棒で割って、男性を公務執行妨害で現行犯逮捕した。逮捕後車内の捜索により大麻が見つかったとして、男性は大麻取締法違反の罪にも問われたものの、東京地方裁判所・東京高等裁判所で一連の職務質問が違法であることが認定され、大麻の証拠能力と逮捕が無効となり、2007年（平成19年）10月に男性の無罪が確定した。
- 2007年（平成19年）6月22日、ミニバイクを運転中に大阪府大阪市天王寺区で信号待ちしていた堺市在住の女性に対し、大阪府南警察署の警察官が職務質問をしたが、当該の警察官は私服のままで、しかも警察官だと名乗らずに職務質問し、また、質問の際に女性の腕をつかんだ。女性は、不審者に絡まれたのと勘違いし逃げようとしたが転倒し、負傷したのみならず、持病の精神疾患が悪化したとして、大阪府に対し約1,200万円の国家賠償を求める訴訟を提起。一審の大阪地方裁判所は「腕をつかむ前に、警察手帳を示していた」として訴えを退けたが、二審の大阪高等裁判所は2011年（平成23年）5月26日に、「名乗らないまま腕をつかんでおり、警察官の行為は違法である」として、大阪府に対し約300万円の支払いを命じる判決を言い渡した。
- 2007年（平成19年）10月7日、求人情報誌を持っていた無職の男性が、奈良県生駒市のパチンコ店駐車場に、駐車していた乗用車に乗ろうとしていた際、奈良県生駒警察署の警察官から職務質問を受け、「職業に就く意思がないままうろついた」などとして、軽犯罪法違反（浮浪）の現行犯で逮捕された。拘束中に尿検査で覚醒剤反応が出たことから、翌10月8日に釈放した2分後に覚せい剤取締法違反（使用）容疑で逮捕された。その後、男は覚せい剤取締法違反（使用）の罪で起訴されたが、2009年（平成21年）3月3日、大阪高等裁判所は男性が就職活動中であったこと、及びマンションを賃借していた事実があることから、奈良県警察の逮捕は「浮浪」の要件を満たさない違法な逮捕に当たると認定。覚醒剤使用についても、違法な逮捕中に行われた尿検査の証拠能力が無効となり、懲役3年の一審・奈良地方裁判所の判決が破棄され、無罪となった[30]。
- 2010年（平成22年）3月、東京都千代田区外神田（秋葉原）の路上を歩行中に、警視庁万世橋警察署の警察官から、職務質問と、それに続いて所持品検査を受け、マルチツールの所持が見つかり没収の上、軽犯罪法違反で東京地方検察庁に書類送検された（不起訴）。男性について、東京地方裁判所の都築政則裁判長は2013年（平成25年）5月28日の判決で「当人に明らかに異常な行動が見られない限りは、犯罪行為を疑う理由はなく違法」として、職務質問及び所持品検査を違法と認定し、男性の損害賠償請求を認め、東京都に対して5万円の損害賠償を命じた[31][32]。
- 2011年（平成23年）に、東京都内で警視庁の警察官が男性の腕を掴むなどして、令状なしに実質的に拘束し、覚醒剤を発見し逮捕したが、違法な捜査とした。なお、公文書を加えたとして、公用文書毀棄罪が成立し一部無罪となった[27]。
- 2012年（平成24年）1月、神戸市須磨区内のレンタルビデオ店の駐車場に車を駐車させた50歳代の男性が、兵庫県須磨警察署員らから職務質問を受け、車の車内やトランクの検査には応じたものの、助手席に置いていた鞄の検査を拒否したところ、同署員3人にパトカーの後部座席で取り囲まれ、最終的には鞄の中身を見せたものの、男性は県警の対応が違法であるとして、2015年1月に神戸地方裁判所に提訴。2017年1月12日に同地裁は、「犯罪を窺わせる事情が存在しなかった」などとして、兵庫県に対し3万円の支払いを命じる判決を言い渡した[33]。
- 2013年（平成25年）に、東京都新宿区で、警視庁四谷警察署の警察官が職務質問により、捜索令状なしに捜査を行い、覚醒剤を発見し現行犯逮捕した。刑事裁判で東京地方検察庁側は、被告人に対し覚せい剤取締法違反で懲役4年を求刑したが、東京地方裁判所は、令状なしの違法な捜索であり、被告人を無罪とした。東京地方裁判所の西山志帆裁判長は、判決において警察の無理解が甚だしく、違法捜査を抑制するため、無罪を言い渡したことを述べた[28]。
- 2014年（平成26年）6月22日未明に、大阪市西成区の路上で大阪府西成警察署の署員から職務質問を受けた、イラン国籍の貿易業の男性が、駐車中の自動車車内を捜索された際、車内にあった鞄を調べようとした所、男性が承諾していないにもかかわらず鞄を捜索した為、男性は抵抗したが、警察官4人に取り押さえられ、うち1人の腕や指に噛み付いて軽傷を負わせた。男性は公務執行妨害と傷害で現行犯逮捕され、その後の捜索で自宅や自動車から覚醒剤や大麻などが押収され、後に覚せい剤取締法違反や大麻取締法違反容疑でも逮捕されたが、2015年（平成27年）3月5日に、大阪地方裁判所の長井秀典裁判長は、大阪地方検察庁側の懲役1年6ヶ月の求刑を棄却し、被告人に無罪判決を言い渡した。判決では「警察官への暴行は、警察官が承諾なく行った違法な所持品検査への抵抗で、正当防衛に当たる」と認定し、さらに「違法行為に基づく押収物は証拠能力が無い」と違法収集証拠排除法則を適用し、逮捕後に警察官が捜索し発見され押収された覚醒剤なども、証拠能力が無効と判断した[34]。
- 2018年（平成30年）6月30日未明、滋賀県大津市在住の男性が、京都市内で京都府警察の警察官から職務質問を受けた。男性は職務質問及び任意同行や採尿を拒否し、タクシーと列車を乗り継いで大津駅で下車し線路内に立ち入ったところを京都府警に鉄道営業法違反の現行犯で逮捕され、さらに、付近から液体大麻などが発見されたことで、滋賀県警察が大麻取締法違反容疑で逮捕し、男性はその後大津地方裁判所に起訴された。2022年（令和4年）5月23日に同地裁は、薬物事犯の疑いは濃厚とした一方で、京都府警側が捜査車両数台をタクシーの周囲に止めるなどして降車を促したことや、走り出した男性を転倒させた捜査員の行為を違法行為と認定し、押収した薬物についても、違法捜査により収集した証拠であるとして証拠能力を否定し、男性に無罪判決を言い渡した[35]。

## 職務質問に関する不当事例
- 鳥取県米子警察署の署員が、2008年（平成20年）10月28日、ポルフィリン症による皮膚の光過敏症防止の為、上半身を覆う黒い頭巾を着用していた鳥取県境港市の高校3年生の男子生徒に対し、「その変な格好したやつ、止まれ。おまえはタリバンか」などと暴言を伴う職務質問を行い、頭巾を取ることを強制したことが、2009年（平成21年）3月6日の鳥取県議会において発覚した。鳥取県警察本部長は「不適切だった」と謝罪し、病気への理解を深めるためのDVDを全署に配布すると答弁した。
- 2012年（平成24年）5月27日、神奈川県川崎臨港警察署の捜査員が、令状無くカトリック貝塚教会の敷地内に無断で入り、不法滞在の疑いがあるフィリピン国籍の信徒に対して職務質問を行った。同教会の司祭が、令状のない敷地への立ち入りは違法として、敷地外に立ち去るよう求めたにもかかわらず、捜査員はミサの最中の教会内への立ち入りを強行した。このような令状のない敷地立ち入りを伴う職務質問に任意性が無く、適正手続の保障を伴わない捜査は、信教の自由を侵害するものだとし、カトリック中央協議会が川崎臨港警察署に申し入れを行い、国家公安委員会委員長と警察庁長官あてに要請書を手渡した。その結果、川崎臨港警察署は、令状のない立ち入りによる職務質問が不適切であったこと、今後の警察活動において、信教の自由を含む基本的人権を尊重するとのお詫びを行い、警察庁の白川警視長は「警察庁としましては、今後とも、信教の自由を始めとした憲法で保障された基本的人権を尊重した警察活動を徹底してまいりたいと考えております」とのお詫びを表明し、『基本的人権に留意した適切な警察活動の推進について』との通達を全国の警察に発出した。
- 2013年（平成25年）2月21日、職務質問を利用して女子高生を盗撮した大阪府河内長野警察署地域課巡査が公務員職権乱用罪と迷惑防止条例違反で逮捕され、その後、懲戒免職になった。巡査はパトロール中、女子高生に「持ち物見せて。たばことか持っている子がいるから」 などと職務質問と所持品検査を行い、女子高生にかばんを開けさせている隙に、携帯電話のカメラで太ももを盗撮していた。巡査の携帯電話からは盗撮画像が約460枚見つかり、約350枚は勤務中のものであったことから、職務質問を利用し、職権を濫用し盗撮を繰り返していたことが発覚した。
- 2013年（平成25年）6月10日、職務質問を受けたことにより、世間体が悪くなることを見越した兵庫県相生警察署地域課巡査部長が、それ（職務質問を受けたこと）をネタに職務質問した女性に対して、職務質問で知った女性の住所氏名を利用して、後日金銭を要求する恐喝事件も発生している。

## 職務質問を受けやすい人
- 警視庁地域部地域指導課職務質問指導第一班に所属するある警察官は、靴が汚い人、季節に関係なく汗だくになっている人、呂律が回らない人等は不審者の可能性が高く、声掛けを行っているという[6]。
- 有色人種の外国人が対象になりやすいとの批判がある（レイシャル・プロファイリング）[36]。